# Toreros After Olé
 (août 2017).
Pour les articles homonymes, voir Torero (homonymie).
Toreros After Olé est un groupe de punk rock et hardcore espagnol, originaire de Madrid. Il est formé au début des années 1980 à l'initiative de son chanteur et guitariste Manuel « Manolo » Malou. Le groupe ne compte qu'un seul EP, Toreros After Olé, publié en 1983 au label Nuevos Medios. Malgré cela, le groupe est considéré par la presse spécialisée comme l'un des pionniers de la scène punk hardcore espagnole.

## Biographie
Les prémices du groupe remontent au début de la carrière musicale de Manuel « Manolo » Malou (né le 1er janvier 1961 à San Clemente, dans la Province de Cuenca) en 1976, aux côtés de son petit frère, Jorge, avec qui il forme le duo Los Golfos, axé rumba, à la période durant laquelle ils écriront la chanson Qué pasa contigo, tío (RCA Records, 1976). Quelque temps plus tard, le duo se rebaptise Manolo y Jorge, et publie un album, l'éponyme Manolo y Jorge, chez RCA en 1978.
En 1980, Manolo se retrouve immergé dans le monde de la new wave et du punk rock, et devient membre du groupe Plástico, formé en 1978. Après la séparation de Plástico, Manolo s'occupe, encore une fois avec son petit frère, de nouveaux projets dont : T. Malou, Ratas de Lujo, et pour finir, Toreros (qui finira par sera également appelé Toreros After Olé). 
L'activité du groupe reste encore très méconnue. Il est à l'origine formé sous le nom de Toreros en 1982, et faisait partie d'une liste de groupes promus par Pancoca qui apparaissaient dans des magazines à cette période.
Ils enregistrent leur seul et unique EP, Toreros After Olé, en mai 1983 à Amsterdam, aux Pays-Bas. La première chanson, Porom pompero, est publiée par Nuevos Medios en format vinyle. Après la sortie de leur unique EP, le groupe est considéré par le fanzine Penetración comme un « produit pourri et préfabriqué ».

## Membres
- Manuel « Manolo » Malou - chant, guitare
- Jorge Sánchez (YoYo) - batterie
- Enrique Sáez (Kike) - basse

## Discographie
- 1983 : Doce pulgadas (Nuevos Medios, réédité par Munster Records en 2007)
- 1983 : Toreros After Olé (EP)
- 1984 : Hazles reír (sur la compilation 1984 the First Sonic World War (New Wave Records en France) sous le nom de Los Toreros[4]
- Série de compilations pirate Five old Spanish Punkrock Twelve Inches (années 1990).
- 2001 : Chicos de la calle (sur la compilation Viva la punk)